# Liste der Flüsse in Prince Edward Island
Die Liste der Flüsse in der kanadischen Provinz Prince Edward Island ist nach Einzugsgebieten sortiert. Sie hat keinen Anspruch auf Vollständigkeit.
Da die gleichnamige Insel inmitten des Sankt-Lorenz-Golfs liegt, fließen auch sämtliche Flüsse in diesen und damit in den Atlantischen Ozean. Der südlich der Prince Edward Island liegende Teil des Sankt-Lorenz-Golfes ist die Northumberlandstraße. Die Flüsse sind nach Einzugsgebieten sortiert, deren Mündungen im Uhrzeigersinn um die Insel beginnend vom Nordkap angeordnet sind. Viele der Flüsse münden in die für die Insel typischen Haff-artigen Buchten.
In der Spalte Status der Lachspopulation ist der Status des (anadromen) Lachsbestandes laut NASCO aufgeführt.
| Name                                  | Einzugs- gebiet km² | Flusssystem        | Gewässersystem oder Bucht           | Status der Lachs- population |
| ------------------------------------- | ------------------- | ------------------ | ----------------------------------- | ---------------------------- |
| Tignish River                         |                     |                    | Sankt-Lorenz-Golf                   |                              |
| Little Tignish River                  |                     |                    | Sankt-Lorenz-Golf                   |                              |
| Kildare River                         |                     |                    | Cascumpec Bay (Sankt-Lorenz-Golf)   |                              |
| Montrose River                        |                     | Kildare River      | Cascumpec Bay (Sankt-Lorenz-Golf)   |                              |
| Huntley River                         |                     | Kildare River      | Cascumpec Bay (Sankt-Lorenz-Golf)   |                              |
| Dock River                            |                     |                    | Cascumpec Bay (Sankt-Lorenz-Golf)   |                              |
| Mill River                            |                     |                    | Cascumpec Bay (Sankt-Lorenz-Golf)   |                              |
| Long Creek                            |                     | Mill River         | Cascumpec Bay (Sankt-Lorenz-Golf)   | verlustig                    |
| Cains Brook                           |                     | Mill River         | Cascumpec Bay (Sankt-Lorenz-Golf)   | bedroht                      |
| Carruthers Brook                      | 48                  | Mill River         | Cascumpec Bay (Sankt-Lorenz-Golf)   | bedroht                      |
| Hills River                           |                     | Mill River         | Cascumpec Bay (Sankt-Lorenz-Golf)   |                              |
| Foxley River                          |                     |                    | Cascumpec Bay (Sankt-Lorenz-Golf)   |                              |
| Oyster River                          |                     | Foxley River       | Cascumpec Bay (Sankt-Lorenz-Golf)   |                              |
| Trout River (Foxley River)            |                     |                    | Cascumpec Bay (Sankt-Lorenz-Golf)   | bedroht                      |
| Portage River                         |                     | Foxley River       | Cascumpec Bay (Sankt-Lorenz-Golf)   |                              |
| George River                          |                     | Foxley River       | Cascumpec Bay (Sankt-Lorenz-Golf)   |                              |
| Mary River                            |                     | Foxley River       | Cascumpec Bay (Sankt-Lorenz-Golf)   |                              |
| Beatons River                         |                     | Foxley River       | Cascumpec Bay (Sankt-Lorenz-Golf)   |                              |
| MacDonalds River                      |                     | Foxley River       | Cascumpec Bay (Sankt-Lorenz-Golf)   |                              |
| Brooks River                          |                     |                    | Sankt-Lorenz-Golf                   |                              |
| Bideford River                        |                     |                    | Malpeque Bay (Sankt-Lorenz-Golf)    |                              |
| Trout River (Bideford River)          |                     | Bideford River     | Malpeque Bay (Sankt-Lorenz-Golf)    | bedroht                      |
| Grand River                           |                     |                    | Malpeque Bay (Sankt-Lorenz-Golf)    |                              |
| Little Trout River                    |                     | Grand River        | Malpeque Bay (Sankt-Lorenz-Golf)    | bedroht                      |
| Smelt River                           |                     | Grand River        | Malpeque Bay (Sankt-Lorenz-Golf)    |                              |
| Goose River (Grand River)             |                     | Grand River        | Malpeque Bay (Sankt-Lorenz-Golf)    |                              |
| River Platte                          |                     |                    | Malpeque Bay (Sankt-Lorenz-Golf)    |                              |
| Barbara Weit River                    |                     |                    | Malpeque Bay (Sankt-Lorenz-Golf)    |                              |
| Indian River                          |                     |                    | Malpeque Bay (Sankt-Lorenz-Golf)    | verlustig                    |
| Shipyard River                        |                     |                    | Malpeque Bay (Sankt-Lorenz-Golf)    |                              |
| Baltic River                          |                     |                    | Malpeque Bay (Sankt-Lorenz-Golf)    |                              |
| French River                          |                     |                    | New London Bay (Sankt-Lorenz-Golf)  |                              |
| Southwest River                       |                     |                    | New London Bay (Sankt-Lorenz-Golf)  |                              |
| Stanley River                         |                     |                    | New London Bay (Sankt-Lorenz-Golf)  |                              |
| Trout River (Stanley River)           |                     | Stanley River      | New London Bay (Sankt-Lorenz-Golf)  | verlustig                    |
| Founds River                          |                     | Stanley River      | New London Bay (Sankt-Lorenz-Golf)  |                              |
| Hope River                            |                     |                    | New London Bay (Sankt-Lorenz-Golf)  |                              |
| Hunter River                          |                     |                    | Sankt-Lorenz-Golf                   | verlustig                    |
| Wheatley River                        |                     |                    | Rustico Bay (Sankt-Lorenz-Golf)     | verlustig                    |
| Black River (Brackley Bay)            |                     |                    | Covehead Bay (Sankt-Lorenz-Golf)    | verlustig                    |
| Winter River                          |                     |                    | Tracadie Bay (Sankt-Lorenz-Golf)    | verlustig                    |
| Black River (Tracadie Bay)            |                     |                    | Tracadie Bay (Sankt-Lorenz-Golf)    |                              |
| Morell River                          | 162                 |                    | St. Peters Bay (Sankt-Lorenz-Golf)  | stabil                       |
| West Branch Morell River              |                     | Morell River       | St. Peters Bay (Sankt-Lorenz-Golf)  |                              |
| East Branch Morell River              |                     | Morell River       | St. Peters Bay (Sankt-Lorenz-Golf)  |                              |
| Marie River                           |                     |                    | St. Peters Bay (Sankt-Lorenz-Golf)  | verlustig                    |
| Midgell River                         |                     |                    | St. Peters Bay (Sankt-Lorenz-Golf)  | bedroht                      |
| St. Peters River                      |                     |                    | St. Peters Bay (Sankt-Lorenz-Golf)  | bedroht                      |
| Oar River                             |                     |                    | Sankt-Lorenz-Golf                   |                              |
| McAskill River                        |                     |                    | Sankt-Lorenz-Golf                   |                              |
| Goose River (Sankt-Lorenz-Golf)       |                     |                    | Sankt-Lorenz-Golf                   | verlustig                    |
| Hollow River                          |                     |                    | Sankt-Lorenz-Golf                   |                              |
| Fox River (Sankt-Lorenz-Golf)         |                     |                    | Sankt-Lorenz-Golf                   |                              |
| Cow River                             |                     |                    | Sankt-Lorenz-Golf                   | verlustig                    |
| Naufrage River                        |                     |                    | Sankt-Lorenz-Golf                   | bedroht                      |
| Bear River                            |                     |                    | Sankt-Lorenz-Golf                   | verlustig                    |
| Hay River                             |                     |                    | Sankt-Lorenz-Golf                   | verlustig                    |
| Crooked River                         |                     |                    | Sankt-Lorenz-Golf                   |                              |
| Cross River                           |                     |                    | Sankt-Lorenz-Golf                   | bedroht                      |
| Souris River                          |                     |                    | Northumberlandstraße                | verlustig                    |
| Fortune River                         |                     |                    | Northumberlandstraße                | verlustig                    |
| Little River                          |                     |                    | Northumberlandstraße                |                              |
| Boughton River                        |                     |                    | Northumberlandstraße                |                              |
| Cardigan River                        |                     |                    | Cardigan Bay (Northumberlandstraße) | bedroht                      |
| Seal River (Cardigan River)           |                     | Cardigan River     | Cardigan Bay (Northumberlandstraße) |                              |
| Mitchell River                        |                     | Cardigan River     | Cardigan Bay (Northumberlandstraße) |                              |
| Brudenell River                       |                     |                    | Cardigan Bay (Northumberlandstraße) | verlustig                    |
| Montague River                        |                     |                    | Cardigan Bay (Northumberlandstraße) | verlustig                    |
| Valleyfield River                     |                     | Montague River     | Cardigan Bay (Northumberlandstraße) | verlustig                    |
| Sturgeon River                        |                     |                    | Cardigan Bay (Northumberlandstraße) | verlustig                    |
| South Branch Sturgeon River           |                     | Sturgeon River     | Cardigan Bay (Northumberlandstraße) |                              |
| West Branch Sturgeon River            |                     | Sturgeon River     | Cardigan Bay (Northumberlandstraße) |                              |
| Dirty River                           |                     |                    | Northumberlandstraße                |                              |
| Mink River                            |                     |                    | Northumberlandstraße                |                              |
| Greek River                           |                     |                    | Northumberlandstraße                |                              |
| Murray River                          |                     |                    | Northumberlandstraße                | verlustig                    |
| Fox River (Northumberlandstraße)      |                     |                    | Northumberlandstraße                |                              |
| Belle River                           |                     |                    | Northumberlandstraße                | verlustig                    |
| Flat River                            |                     |                    | Northumberlandstraße                |                              |
| Pinette River                         |                     |                    | Northumberlandstraße                |                              |
| North Branch Pinette River            |                     | Pinette River      | Northumberlandstraße                |                              |
| South Branch Pinette River            |                     | Pinette River      | Northumberlandstraße                |                              |
| Newtown River                         |                     |                    | Northumberlandstraße                |                              |
| Orwell River                          |                     |                    | Northumberlandstraße                |                              |
| Vernon River                          |                     |                    | Northumberlandstraße                | bedroht                      |
| Seal River (Vernon River)             |                     | Vernon River       | Northumberlandstraße                |                              |
| Hillsborough River (auch: East River) |                     |                    | Northumberlandstraße                | bedroht                      |
| Johnstons River                       |                     | Hillsborough River | Northumberlandstraße                | verlustig                    |
| Glenfinnan River                      |                     | Hillsborough River | Northumberlandstraße                | verlustig                    |
| Pisquid River                         |                     | Hillsborough River | Northumberlandstraße                | bedroht                      |
| North River (auch: York River)        |                     |                    | Northumberlandstraße                | bedroht                      |
| West River (auch: Elliot River)       | 105                 |                    | Northumberlandstraße                | bedroht                      |
| Clyde River                           |                     | West River         | Northumberlandstraße                | verlustig                    |
| DeSable River                         |                     |                    | Northumberlandstraße                | verlustig                    |
| Westmoreland River                    |                     |                    | Northumberlandstraße                | verlustig                    |
| East Branch Westmoreland River        |                     | Westmoreland River | Northumberlandstraße                |                              |
| Tryon River                           |                     |                    | Northumberlandstraße                | verlustig                    |
| East Branch Tryon River               |                     | Tryon River        | Northumberlandstraße                |                              |
| Cape Traverse River                   |                     |                    | Northumberlandstraße                |                              |
| Dunk River                            | 154                 |                    | Northumberlandstraße                | bedroht                      |
| Bradshaw River                        |                     | Dunk River         | Northumberlandstraße                | verlustig                    |
| Wilmot River                          | 60                  |                    | Northumberlandstraße                | bedroht                      |
| Haldimand River                       |                     |                    | Northumberlandstraße                |                              |
| Jacques River                         |                     |                    | Northumberlandstraße                |                              |
| Ox River                              |                     |                    | Northumberlandstraße                |                              |
| Sheep River                           |                     | Ox River           | Northumberlandstraße                | verlustig                    |
| Enmore River                          |                     |                    | Northumberlandstraße                | verlustig                    |
| Brae River                            |                     |                    | Northumberlandstraße                | verlustig                    |
| Little Pierre Jacques River           |                     |                    | Northumberlandstraße                | verlustig                    |
| Big Pierre Jacques River              |                     |                    | Northumberlandstraße                | verlustig                    |
| Miminegash River                      |                     |                    | Northumberlandstraße                | verlustig                    |